# Sextube
Sextube是一个免费的，由广告支持的色情影片分享网站。作为一个色情2.0网站，它允许用户观看专业和下载业余的色情内容。与许多类似网站一样，它需要Flash浏览器插件技术。它的总部在美国得克萨斯州休斯敦市。
它是互联网上第1位最受欢迎的网站。

## 观众
Sextube在美国非常受欢迎。它的35.5%的用户来自美国。它的5.5%的用户来自英国。
网站针对异性恋观众，对于男性同性恋网站会导向它的姐妹网站Gaytube。

## 收购
2011年6月Sextube被MindGeek收购。在此前MindGeek已经拥有诸如Pornhub和YouPorn等网站。